# Boxcar Bertha
Boxcar Bertha is een Amerikaanse misdaadfilm uit 1972, geregisseerd door Martin Scorsese. De film ontstond nadat Roger Corman, na het succes van Bloody Mama, nog een tweede misdaadfilm wou produceren met een vrouwelijke crimineel in de hoofdrol.

## Verhaal
De jonge Bertha Thompson en "Big" Bill Shelly, een vakbondsmedewerker bij de spoorwegen, zijn het oneens met het beheer van de spoorwegen tijdens de Grote Depressie. Om zich te verzetten tegen de welvarende en corrupte bestuurders van deze spoorwegen vormen ze samen een al snel berucht duo van treinrovers.

## Rolverdeling
| Acteur          | Personage                |
| --------------- | ------------------------ |
| Barbara Hershey | "Boxcar" Bertha Thompson |
| David Carradine | "Big" Bill Shelly        |
| Barry Primus    | Rake Brown               |
| Bernie Casey    | Von Morton               |
| John Carradine  | H. Buckram Sartoris      |